# علم قبرص
أعتمد علم قبرص (باليونانية: Σημαία της Κύπρου)‏، (بالتركية: Kıbrıs bayrağı)‏ رسميا في 16 آب - أغسطس من سنة 1960 والعلم القبرصي مغطى باللون الأبيض في وسطه توجد خريطة لجزيرة قبرص باللون البرتقالي مع غصنين من أغصان الزيتون. صمم العلم الفنان عصمت جوني.

## الرمزية
اللون الأبيض الذي يغطي العلم القبرصي وغصني الزيتون يرمزان إلى السلام بينما يرمز اللون البرتقالي على خريطة قبرص إلى معدن النحاس.

## استخدام علم اليونان وتركيا
وفقًا للدستور يحق لسلطات المجتمع ومؤسساته رفع العلم اليوناني أو العلم التركي إلى جانب علم قبرص خلال العطلات. يجوز لأي مواطن دون أي قيود رفع العلم اليوناني أو التركي، أو كليهما، بجانب العلم القبرصي في محل إقامته أو متجره.

## المعرض

علم مملكة قبرص (القرن الخامس عشر)
علم جمهورية البندقية (1489–1571)
علم إيالة قبرص (1844-1878)
علم قبرص البريطانية (1881-1922)
علم قبرص البريطانية (1922–1960)
العلم المستخدم في عام 1960.
علم قبرص من 16 أغسطس 1960 إلى 24 أبريل 2006.
العلم الرئاسي